# Gornja Košana
Gornja Košana je gručasto naselje v Občini Pivka.
Naselje se nahaja v Košanski dolini, v ozkem delu med Gradiščem (641 mnm) na jugu in Košanskim hribom (589 mnm) na severu, ob hudourniku Farjevcu, ki priteče izpod Vremščice (1027 mnm).  V naselju je podružnična cerkev Gospodovega oznanjenja.